# 颱風耐特 (1991年)
颱風耐特（英語：Typhoon Nat，國際編號：9120，中國大陸編號：9119，联合台风警报中心：22W，菲律賓大氣地球物理和天文服務管理局：Pepang）是1991年太平洋颱風季第21個被命名的熱帶氣旋。耐特的路徑飄忽不定，包括了4次大轉彎、2次增強，並在17天內兩次登陸，它的生命歷程是1991年西太平洋的熱帶氣旋中最長的；JTWC對其發布了61次的警報，僅比1972年颱風莉泰少了18次；其行徑及變化令人想到1986年颱風韋恩。
由於其路徑詭譎，因此也被台灣中央氣象局與1986年颱風韋恩、2001年颱風納莉、2012年颱風天秤並列為台灣「侵台四大怪颱」之一。

## 氣象歷史
除特別註明外，此章節的時間均以協調世界時（UTC）為準；另除特別說明外，均使用聯合颱風警報中心之分級敘述。
耐特的對流在呂宋海峽的東方開始發展，9月15日6時首先被提出報告。同日23時，由於其雲系的增強，因此發布了熱帶氣旋形成警報，1個小時後發布了第1次警報。最初耐特由於太接近陸地並且受到位於東方的熱帶風暴魯克強大外圍環流影響，所以其增強十分緩慢。這兩個因素後來因為旺盛的西南氣流導引耐特反向朝東穿越呂宋海峽而減弱。21日至22日間，耐特突然增強到接近JTWC分級下的超級颱風的強度。
魯克遠離後，因為脊場的重建，耐特再次轉向進入呂宋海峽。其後，耐特於台灣南端的恆春半島登陸，並迅速減弱。造成其減弱的主因除了台灣的高山外，當時位在耐特東南方的颱風密瑞兒逐漸接近，其強大的外圍環流造成風切增強亦是另一原因。
由於密瑞兒的牽引及高壓南下，耐特90度掉頭向南，在兩個系統交互影響的期間，也因為高壓南下帶來的東北季風冷空氣，耐特減弱為一個熱帶擾動，爾後，密瑞兒即往東北方移去。其後由於耐特於南方吸收水氣，再度增強為一JTWC分級下的颱風，並沿大陸高壓及副熱帶高壓相峙間之槽線北上，登陸中國廣東潮州市饒平縣柘林鎮，後因為地形因素而消散。最後的警報於10月2日6時發出。

## 影響

### 台灣
- 當地評定之巔峰強度分級：（CWB）
- 當地評定之最高持續風速：51每秒（99節；180每小時）（十分鐘）
- 當地發佈之颱風警報：海上陸上颱風警報

| 彭佳嶼 · 16.2 m/s板橋 · －鞍部 · －竹子湖 · －淡水 · －基隆 · 10 m/s臺北 · 8.7 m/s新屋 · －新竹 · 14.7 m/s宜蘭 · 7.6 m/s蘇澳 · 12 m/s花蓮 · 5.4 m/s成功（新港） · 14.5 m/s臺東 · 9.5 m/s大武 · 17.4 m/s蘭嶼 · 43.4 m/s臺中 · 5 m/s梧棲 · 14.9 m/s日月潭 · －阿里山 · －嘉義 · 4 m/s玉山 · －臺南 · 6.6 m/s高雄 · 7.7 m/s恆春 · 20.7 m/s澎湖 · 11.2 m/s東吉島 · －金門 · －馬祖 · － 中華民國交通部中央氣象署署屬氣象測站測得最大持續風力。圖例： · 無數據 · 測得5級風或以下 · 測得6至7級風 · 測得8至9級風 · 測得12至15級風 | 彭佳嶼 · 21.6 m/s板橋 · －鞍部 · －竹子湖 · －淡水 · －基隆 · 18.7 m/s臺北 · 16.5 m/s新屋 · －新竹 · 23.1 m/s宜蘭 · 12.2 m/s蘇澳 · 22 m/s花蓮 · 10.9 m/s成功（新港） · 25.8 m/s臺東 · 23 m/s大武 · 22.5 m/s蘭嶼 · 84.5 m/s臺中 · 10.9 m/s梧棲 · 22.7 m/s日月潭 · －阿里山 · －嘉義 · 6.3 m/s玉山 · －臺南 · 9 m/s高雄 · 17 m/s恆春 · 38.6 m/s澎湖 · 23.6 m/s東吉島 · －金門 · －馬祖 · － 中華民國交通部中央氣象署署屬氣象測站測得最大陣風。圖例： · 無數據 · 測得5級風或以下 · 測得6至7級風 · 測得8至9級風 · 測得10至11級風 · 測得12至15級風 · 測得16級風或以上 |

交通部中央氣象局在1991年9月22日及9月30日兩日皆對耐特發布海上陸上颱風警報，這是中央氣象局第三度對同一颱風發布兩次以上的海上陸上颱風警報。
根據中央氣象局的資料，在耐特首次侵台期間，臺灣東、南部受災嚴重，尤在南迴公路多良段瀧橋旁及太麻里地區之土石流往公路宣洩直下，造成多輛汽車掩埋損毀，人員傷亡。另臺南、屏東、臺東部份沿海地區曾發生海水倒灌。第2次侵台期間，花東地區受到回撲的耐特颱風外圍環流影響，一度豪雨，又造成山洪爆發，農作物受損嚴重。
其中，耐特第1次侵臺更造成蘭嶼近十年來最大的一次受災，學校、教會、鄉公所、船隻受損嚴重，當年9月22日正逢中秋節，耐特使得明月中秋，成了黑色中秋。其中一位於蘭嶼服役將退伍的班長表示：退伍前夕正逢中秋節加菜，因菜太多，把多餘的菜放冰箱內，沒想到耐特將冰箱吹到外頭，冰箱門不翼而飛，菜灑落滿地，造成本年中秋，「狗加菜；不是人加菜」。
總計耐特在台灣造成4人死亡，3人失蹤，9人受傷，29棟房屋全倒，52棟房屋半倒。

### 英屬香港
- 當地評定之巔峰強度分級：（HKO）
- 當地評定之最高持續風速：155每小時（43每秒；84節）（十分鐘）
- 當地三度懸掛之最高熱帶氣旋警告信號： 一號戒備信號[8]

香港天文台於9月16日晚上7時30分懸掛一號戒備信號，當時納德集結於香港之東南偏東約730公里。除了離岸風勢清勁外，維多利亞港內主要只吹輕微偏北風。隨着納德減弱及退到西北大平洋，天文台於9月18日早上11時15分除下一號戒備信號，當時納德集結於香港之東南偏東約620公里。
在橫過台灣南部後，納德於9月23日回到南海，天文台於當日下午1時30分懸掛一號戒備信號，當時納德集結於香港以東約600公里。下午香港吹微風，晚間離岸轉吹和緩偏北風。隨著納德環流進一步減弱，並向西南偏南方向移離香港，天文台於9月25日下午2時30分除下一號戒備信號，當時納德集結於香港之東南約390公里。
在呂宋以西溫暖海洋上吸取能量後，納德掉頭趨向中國東南沿岸。天文台於9月29日晚上9時45分第三度懸掛一號戒備信號，當時納德集結於香港之東南偏南約580公里。在納德及冬季季候風共同影響下，香港吹和緩至清勁東北風。隨着納德趨向福建，預料不會顯著靠近香港，天文台在9月30日晚上10時40分除下一號戒備信號，當時納德集結於香港之東南偏東約410公里。
納德最終在10月1日晚於香港之東北偏東約350公里登陸。它於9月25日清晨4時左右最接近香港，當時是第二次吹襲，並位於香港之東南偏東約340公里。但天文台總部在9月17日下午4時錄得最低瞬時海平面氣壓1002.2百帕斯卡，當時是第一次吹襲，風暴位於香港之東南偏東約580公里。

## 熱帶氣旋警告使用紀錄

### 臺灣
| 交通部中央氣象局 颱風警報                         | 交通部中央氣象局 颱風警報 | 交通部中央氣象局 颱風警報                          |
| ------------------------------------------------- | ------------------------- | -------------------------------------------------- |
| 上一熱帶氣旋                                      | 海上颱風警報              | 下一熱帶氣旋                                       |
| 中度颱風愛麗                                      | 海上颱風警報              | 強烈颱風密瑞兒（9月25日） 強烈颱風露芙（10月26日） |
| 中度颱風愛麗（8月18日） 強烈颱風密瑞兒（9月27日） | 陸上颱風警報              | 強烈颱風露芙                                       |